# Euscelidia acuminata
Euscelidia acuminata là một loài ruồi trong họ Asilidae. Euscelidia acuminata được Dikow miêu tả năm 2003. Loài này phân bố ở vùng nhiệt đới châu Phi.